# Heliofungia

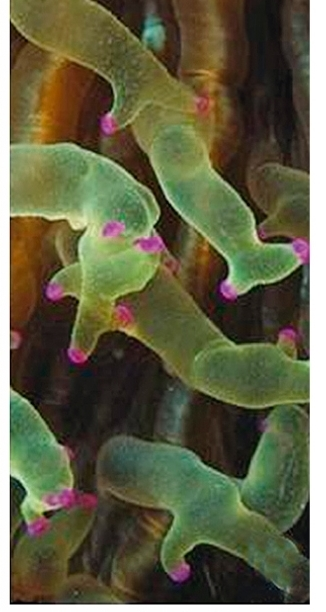
Las puntas de los tentáculos de H. fralinae concentran nematocistos para la captura de zooplancton

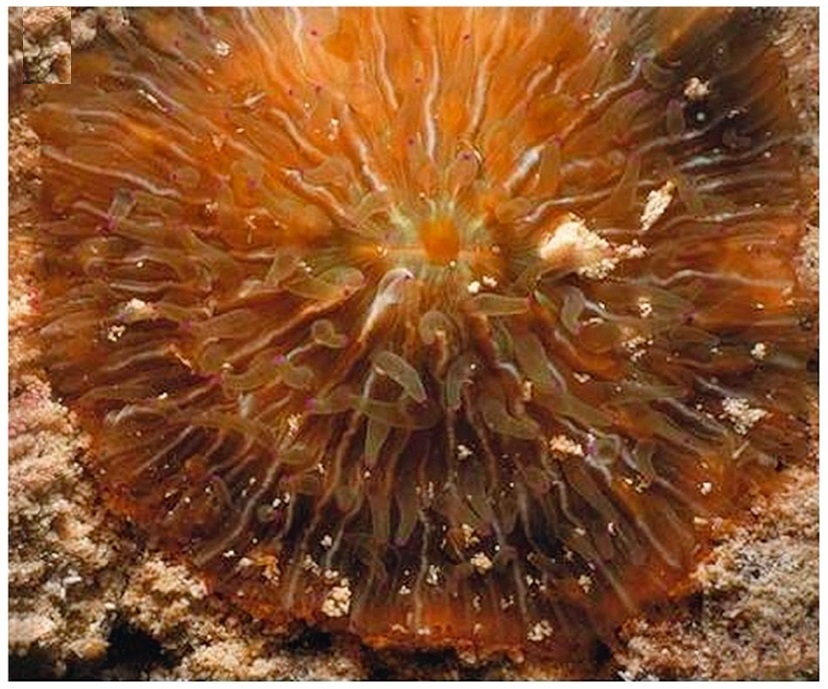
Heliofungia fralinae

Heliofungia es un género de corales de la familia Fungiidae.
Hasta 1989 este género era monoespecífico, con H. actiniformis como única especie, pero análisis morfológicos y filogenéticos de la especie emparentada Fungia (Danafungia) fralinae, la han incluido en este género como H. fralinae.
Los largos tentáculos de la especie H. actiniformis, de los mayores entre los corales, hacen que se confunda frecuentemente con anémonas, o con el coral Euphyllia glabrescens, también con apariencia de anémona.

## Especies
El Registro Mundial de Especies Marinas acepta las siguientes especies:
- Heliofungia actiniformis. (Quoy & Gaimard, 1833)
- Heliofungia fralinae. (Nemenzo, 1955)

## Morfología
Son pólipos  solitarios muy grandes y presentan unas células urticantes denominadas nematocistos en sus largos tentáculos, empleadas en la caza de presas del plancton.
Tienen la capacidad de moverse, a pesar de su esqueleto calcáreo. Su sistema es inflarse de agua hasta alcanzar la forma de un globo, para desplazarse aprovechando las corrientes.
Su coloración varía del rosa al marrón, pasando por el crema, el púrpura o el verde. El extremo de los tentáculos es de un color claro, blanco, amarillo, violeta, gris o verde, que contrasta con el resto. Estos extremos de los tentáculos tienen acrosferas, con alta carga de nematocistos.
Pueden alcanzar los 20 cm, y su boca, de forma alargada, 3 cm de ancho.

## Alimentación
Los pólipos contienen algas simbióticas mutualistas (ambos organismos se benefician de la relación), llamadas zooxantelas. Las algas realizan la fotosíntesis produciendo oxígeno y azúcares, que son aprovechados por los pólipos, y se alimentan de los catabolitos del coral (especialmente fósforo y nitrógeno). Esto les proporciona entre el 75 y el 95% de sus necesidades alimenticias. El resto lo obtienen atrapando plancton.

## Reproducción
Como todos los corales duros, se reproducen tanto sexual como asexualmente. En la reproducción sexual expulsan esperma y huevos al tiempo, consiguiendo la fertilización externa. El óvulo fecundado evoluciona a larva plánula, que deambula por la columna de agua hasta fijarse en el sustrato, entonces comienza a secretar su esqueleto de carbonato cálcico, aragonita, y se convierte en el coral adulto. La supervivencia de estas plánulas es pequeña, puesto que sirven de alimento a diversas especies marinas.
La reproducción asexual tiene lugar mediante la aparición de brotes de nuevos pólipos en la parte inferior del esqueleto, y no en la superior, como en otros géneros de la familia Fungiidae.

## Hábitat y distribución
Su distribución geográfica comprende el océano Indo-Pacífico, desde la India hasta Australia, las islas Salomón y las islas Ryukyu.
También se encuentra en la costa este africana 
Suele encontrarse en suelos blandos o rocosos del arrecife, de aguas superficiales, protegidas y soleadas, como las de las lagunas coralinas.
Su rango de profundidad llega hasta los 25 m, aunque es más frecuente entre 1 y 15 m.